# St-Michel (Sospel)

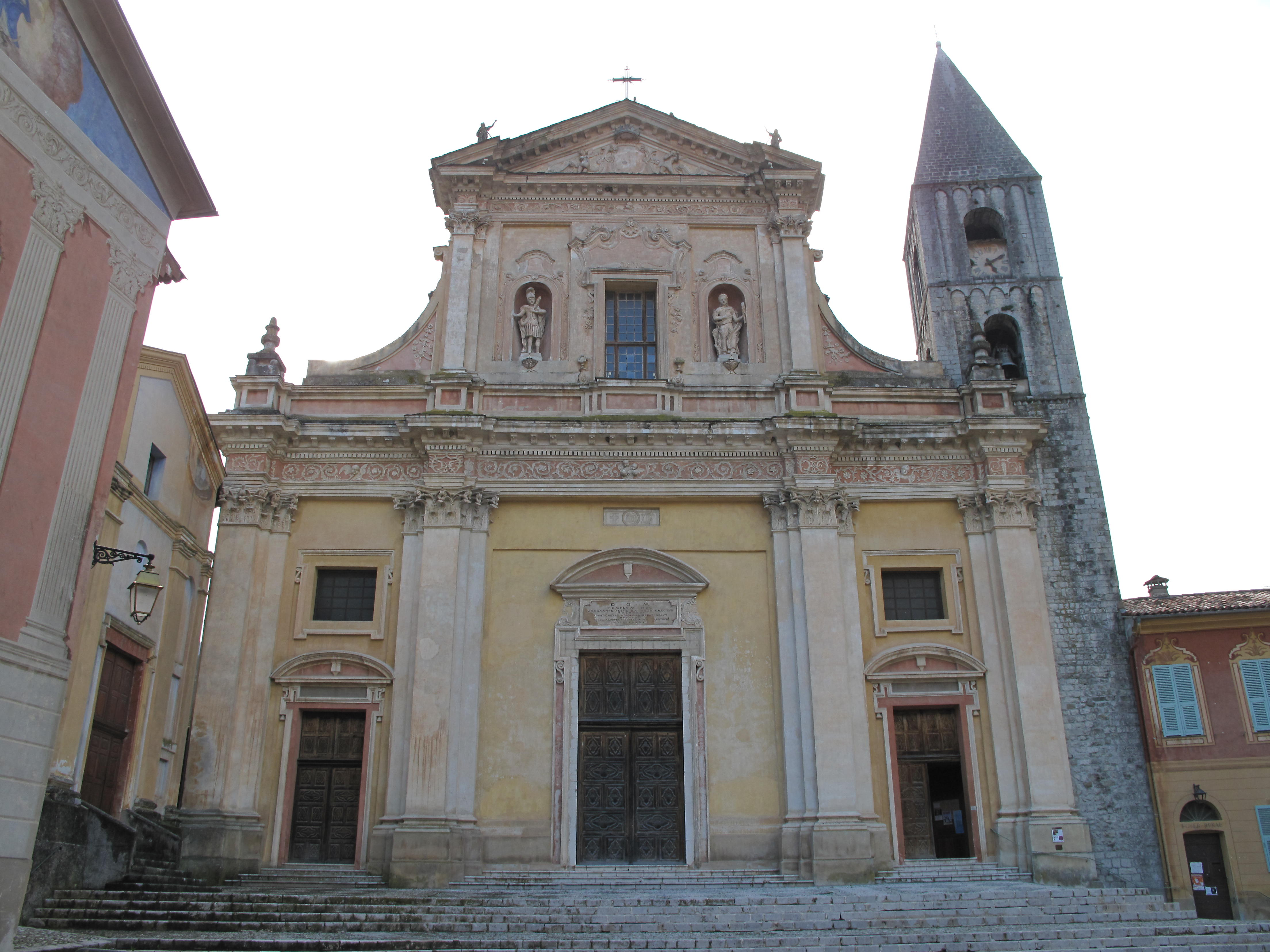
St-Michel in Sospel

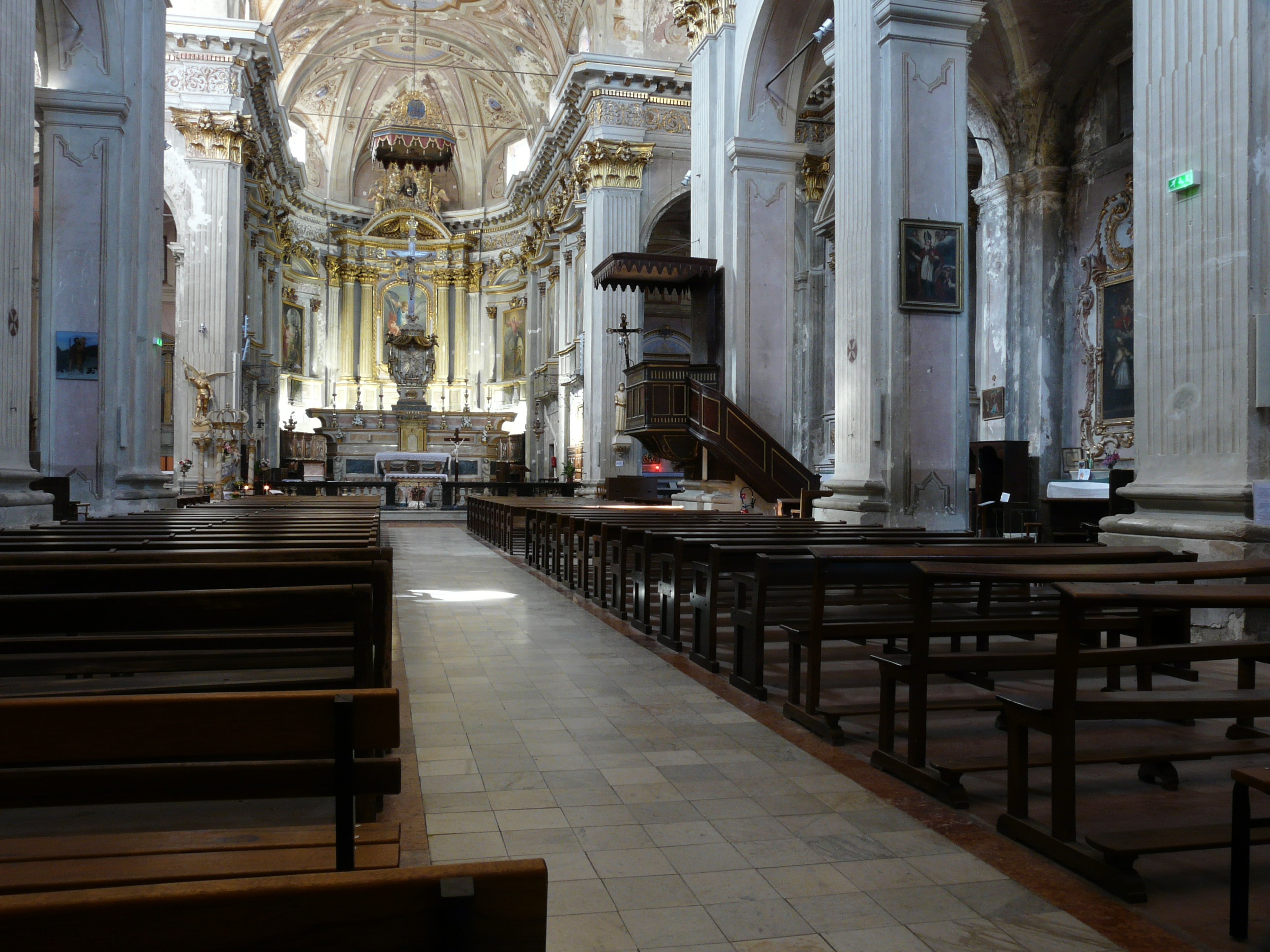
St-Michel in Sospel (Kircheninneres)

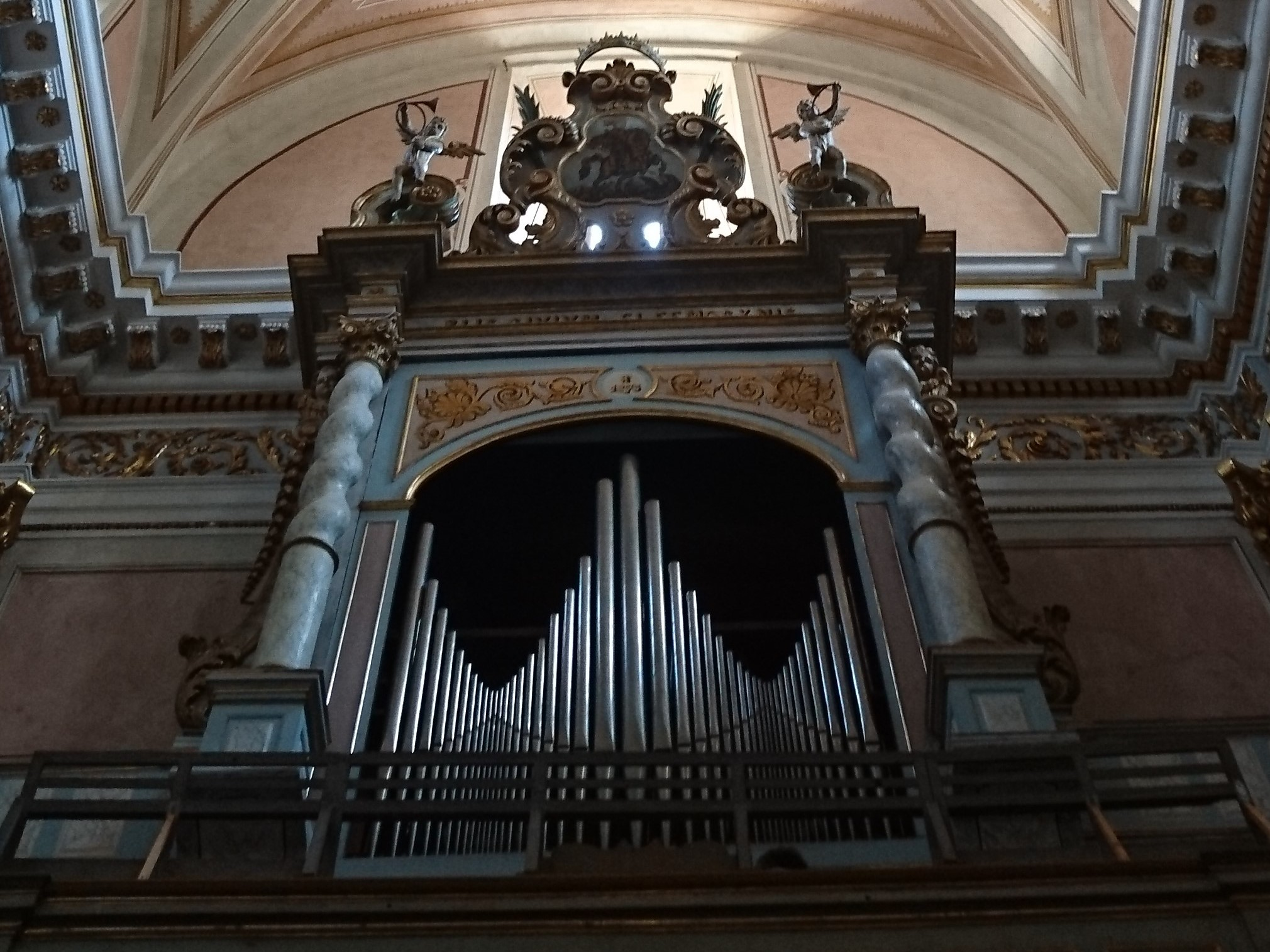
St-Michel in Sospel (Agati-Orgel)

Die Kirche Saint-Michel (auch: Konkathedrale Saint-Michel) ist ein römisch-katholischer Kirchenbau in Sospel im Bistum Nizza. Er ist seit 1951 als Monument historique eingestuft. Unter dem  Avignonesischen Papsttum war die Kirche von 1378 bis 1411 Kathedrale.

## Geschichte
Der heutige Kirchenbau wurde von 1632 bis 1641 errichtet. Die Fassade stammt von 1754. Die Kirche wurde dem Patronat des heiligen Michael anvertraut. Sie ist heute Pfarrkirche der Kirchengemeinde Paroisse Saint-Étienne-de-la-Bévéra.

## Kirchengebäude und Ausstattung
Die Konkathedrale ist der größte Kirchenbau im Bistum Nizza. Foussard/Barbier 1988 nennen die Ausschmückung des Chors „somptueux“ (prunkvoll). Die Orgel wurde 1843 von den Brüdern Agati (aus Pistoia) gebaut.